# Noemí Villamuza
Noemí Villamuza (Palència, 1971) és una il·lustradora espanyola de llibres infantils. Va estudiar la carrera de belles arts, especialitat de disseny gràfic, a la Universitat de Salamanca. Va començar la seva vida professional treballant per a diverses editorials de llibres educatius. Després es va especialitzar en la il·lustració de llibres infantils. El seu primer llibre infantil il·lustrat és Óscar y el león de Correos de Vicente Muñoz Puelles (Anaya, 1998), guardonat amb el Premio Nacional de Literatura Infantil y Juvenil de 1999. El 1998 es va traslladar a Barcelona, ciutat on viu, i a partir d'aquest moment la seva trajectòria editorial va experimentar una gran projecció. Ha publicat una trentena llarga de títols de literatura infantil i juvenil. Alguns s'han editat en altres països, com els Estats Units, Corea o el Japó.
En el curs 2000-01 va començar la seva tasca com a professora, impartint classes d'il·lustració a l'Escola Superior de Disseny BAU de Barcelona. El 2002 queda finalista del Premi Nacional d'Il·lustració pel seu treball en l'àlbum De verdad que no podía (editorial Kókinos). Un dels seus treballs més ressenyats ha estat Libro de Nanas (editorial Mediavaca, 2004), que va obtenir el Premi Nacional d'Edició 2005. En aquesta obra va adoptar un discurs de llapis en blanc i negre que avui és característic de la seva obra. També destaca la seva obra El festín de Babette (Nórdica Libros, 2006) que va ser guardonat amb el Premi Junceda al Millor Llibre Il·lustrat per a adults 2007.
El 2010 l'Organització Espanyola per al Llibre Infantil i el Ministerio de Cultura van premiar i van usar la seva proposta de cartell per publicitar el Dia Internacional del Llibre Infantil (2 d'abril). Actualment imparteix també un Postgrau d'Il·lustració Editorial a l'Escola Massana. Així mateix dona tallers i xerrades en col·legis i biblioteques i participa en diferents esdeveniments relacionats amb la literatura infantil i juvenil.

## Llibres publicats
- ¿Sabrá volar el mar? escrit per José Corredor Matheos (Ediciones el Jinete Azul, 2010)
- Óscar y el río Amazonas escrit per Vicente Muñoz Puelles (Anaya, 2010)
- Abcdario escrit per Antonio Ventura (Nórdica, 2010)
- Sola y sincola escrit per Patxi Zubizarreta (Edelvives, 2010)
- Ricardo y el dinosaurio rojo escrit per Vicente Muñoz Puelles (Anaya, 2010)
- A la rueda, rueda escrit per Pedro Cerrillo (Anaya, 2010)
- Este pícaro mundo escrit per Ana María Shua (Anaya, 2009)
- Pajarulí, poemas para seguir andando per José María Plaza (Everest, 2009)
- El sueño del libro escrit per Vicente Muñoz Puelles (Algar editorial, 2009)
- El dueño del sueño escrit per Marta Rodríguez Bosch (Los Cuatro Azules, 2009)
- La merienda de Micaela (Anaya, 2009)
- Lola trae regalos (Anaya, 2009)
- Cuentos del mundo escrit per Ana María Shua (Anaya, 2009)
- ¡Aúpa! escrit per Agustín Fernández Paz (Algar, 2008)
- El bosque encantado escrit per Ignacio Sanz (Macmillan, 2008)
- Barriga escrit per Juan Luis Mira Candel (Anaya 2007)
- El mar de Darío escrit per Antonio Ventura (Imaginarium, 2007)
- Los animales de la ciudad escrit per Vicente Muñoz Puelles (Algar, 2006)
- Encender la noche escrit per Ray Bradbury (Kókinos, 2006)
- Más allá escrit per Alex Shearer (SM, 2006)
- La y Lolo escrit per Carmen Gómez Ojea (Lynx, 2006)
- De verdad que no podía escrit per Gabriela Keselman Porter (Kókinos, 2006)
- El festín de Babette escrit per Isak Dinesen (Nórdica, 2006)
- Libro de nanas selecció de poemes d'Herrín Hidalgo (Media Vaca, 2004)
- Me gusta escrit per Javier Sobrino (Kókinos, 2002)
- Julia tiene una estrella escrit per Eduard José (La Galera, 2002)
- Óscar y el león de Correos escrit per Vicente Muñoz Puelles (Anaya, 1998)